# Scalpellum frillosum
Scalpellum frillosum is een rankpootkreeftensoort uit de familie van de Scalpellidae.